# フランクリン郡 (カンザス州)
フランクリン郡（フランクリンぐん、英: Franklin County）は、アメリカ合衆国カンザス州の東部中央に位置する郡である。2010年国勢調査での人口は25,992人であり、2000年の24,784人から4.9%増加した。郡庁所在地はオタワ市（人口12,649人）であり、同郡で人口最大の都市でもある。フランクリン郡は1郡のみでオタワ小都市圏を構成し、さらに隣接するミズーリ州カンザスシティを核とする広域都市圏に属している。

## 歴史
フランクリン郡は1855年にカンザス準州議会が初めに設立した33郡の1つである。郡名はアメリカ合衆国建国の父ベンジャミン・フランクリンに因んで名付けられた。カンザスが領土になる数世紀も前からの歴史があるインディアンの伝説が豊富である。1808年にオーセージ族インディアンに土地を譲渡した条約に含まれており、それが1825年に連邦政府に戻された。1825年以降1867年まで、様々なインディアン部族が条約により、後にフランクリン郡となった土地から離れていった。

## 法と政府
フランクリン郡はアルコールを禁じる、すなわち「ドライ」の郡だったが、1986年にカンザス州憲法が修正され、住民は1994年の投票で個人が嗜むアルコール飲料の販売を承認した。ただし、食料販売量の30%までという制限が付いた。

## 地理
アメリカ合衆国国勢調査局に拠れば、郡域全面積は576.65平方マイル (1,493.5 km2)であり、このうち陸地は578.85平方マイル (1,486.3 km2)、水域は2.80平方マイル (7.3 km2)で水域率は0.49%である。

### 主要高規格道路
出典:  National Atlas, U.S. Census Bureau
- - 州間高速道路35号線/*  アメリカ国道50号線
- アメリカ国道59号線
- カンザス州道33号線
- カンザス州道68号線

### 隣接する郡
- ダグラス郡 - 北
- ジョンソン郡 - 北東
- マイアミ郡 - 東
- リン郡 - 南東
- アンダーソン郡 - 南
- コフィー郡 - 南西
- オーセージ郡 - 西

## 人口動態

人口ピラミッド

以下は2000年の国勢調査による人口統計データである。
| 基礎データ - 人口: 24,784人 - 世帯数: 9,452 世帯 - 家族数: 6,720 家族 - 人口密度: 17人/km2（43人/mi2） - 住居数: 10,229軒 - 住居密度: 7軒/km2（18軒/mi2） 人種別人口構成 - 白人: 95.05% - アフリカン・アメリカン: 1.21% - ネイティブ・アメリカン: 0.94% - アジア人: 0.31% - その他の人種: 0.78% - 混血: 1.71% - ヒスパニック・ラテン系: 2.62% 年齢別人口構成 - 18歳未満: 27.5% - 18-24歳: 8.9% - 25-44歳: 28.3% - 45-64歳: 21.2% - 65歳以上: 14.0% - 年齢の中央値: 36歳 - 性比（女性100人あたり男性の人口） - 総人口: 98.3 - 18歳以上: 94.1 | 世帯と家族（対世帯数） - 18歳未満の子供がいる: 34.7% - 結婚・同居している夫婦: 58.1% - 未婚・離婚・死別女性が世帯主: 8.9% - 非家族世帯: 28.9% - 単身世帯: 24.8% - 65歳以上の老人1人暮らし: 11.3% - 平均構成人数 - 世帯: 2.56人 - 家族: 3.04人 収入と家計 - 収入の中央値 - 世帯: 30,052米ドル - 家族: 45,197米ドル - 性別 - 男性: 31,223米ドル - 女性: 22,932米ドル - 人口1人あたり収入: 17,311米ドル - 貧困線以下 - 対人口: 7.7% - 対家族数: 5.6% - 18歳未満: 8.4% - 65歳以上: 7.3% |

## 都市と町

### 法人化された都市
都市名の後の数字は2010年国勢調査での人口を示す。
- オタワ, 12,649 - 郡庁所在地
- ウェルズビル, 1,857
- ポモナ, 832
- リッチモンド, 464
- ウィリアムズバーグ, 397
- プリンストン, 277
- レーン, 225
- ラントウル, 184

## その他の町
- セントロポリス
- ホームウッド
- アイムズ
- ルループ
- ノーウッド
- ピオリア
- ランサムビル
- リヒター

## 郡区
フランクリン郡は16の郡区に分けられている。オタワ市は「政治的に独立」と見なされ、下記郡区の数字からは外されている。下表で「人口中心」は最大都市であり、特に大きな数字でなければ、郡区の人口に含まれるものである。
| 郡区 | FIPSコード | 人口中心           | 人口  | 人口密度 /km2 (/sq mi) | 陸地面積 km2 (sq mi) | 水域 km2 (sq mi) | 水域率(%) | 座標                                                              |
| --- | ---------- | ------------------ | ----- | ---------------------- | -------------------- | ---------------- | --------- | ----------------------------------------------------------------- |
| アパヌース                                                                                              | 02075      |                    | 293   | 4 (10)                 | 77 (30)              | 0 (0)            | 0.10%     | 北緯38度41分57秒 西経95度27分17秒 / 北緯38.69917度 西経95.45472度 |
| セントロポリス                                                                                          | 12475      |                    | 997   | 9 (25)                 | 105 (41)             | 0 (0)            | 0.34%     | 北緯38度41分7秒 西経95度21分29秒 / 北緯38.68528度 西経95.35806度  |
| カトラー                                                                                                | 16900      | ラントウル         | 856   | 8 (20)                 | 111 (43)             | 1 (0)            | 0.68%     | 北緯38度31分33秒 西経95度6分56秒 / 北緯38.52583度 西経95.11556度  |
| フランクリン                                                                                            | 24375      | ウェルズビル       | 2,552 | 28 (72)                | 91 (35)              | 0 (0)            | 0.52%     | 北緯38度42分34秒 西経95度5分38秒 / 北緯38.70944度 西経95.09389度  |
| グリーンウッド                                                                                          | 28750      |                    | 429   | 5 (14)                 | 79 (30)              | 0 (0)            | 0.08%     | 北緯38度33分39秒 西経95度26分35秒 / 北緯38.56083度 西経95.44306度 |
| ハリソン                                                                                                | 30300      |                    | 445   | 6 (16)                 | 71 (27)              | 1 (0)            | 0.84%     | 北緯38度34分20秒 西経95度13分2秒 / 北緯38.57222度 西経95.21722度  |
| ヘイズ                                                                                                  | 30925      |                    | 397   | 5 (13)                 | 77 (30)              | 0 (0)            | 0.36%     | 北緯38度42分17秒 西経95度13分51秒 / 北緯38.70472度 西経95.23083度 |
| ホームウッド                                                                                            | 33000      |                    | 493   | 6 (16)                 | 78 (30)              | 0 (0)            | 0.26%     | 北緯38度30分53秒 西経95度23分28秒 / 北緯38.51472度 西経95.39111度 |
| リンカーン                                                                                              | 40700      |                    | 797   | 10 (26)                | 78 (30)              | 0 (0)            | 0.31%     | 北緯38度34分8秒 西経95度18分33秒 / 北緯38.56889度 西経95.30917度  |
| オハイオ                                                                                                | 52350      | プリンストン       | 783   | 7 (19)                 | 108 (42)             | 1 (0)            | 1.05%     | 北緯38度29分14秒 西経95度16分32秒 / 北緯38.48722度 西経95.27556度 |
| オタワ                                                                                                  | 53575      |                    | 868   | 8 (20)                 | 111 (43)             | 0 (0)            | 0.33%     | 北緯38度38分21秒 西経95度16分5秒 / 北緯38.63917度 西経95.26806度  |
| ピオリア                                                                                                | 55425      |                    | 626   | 7 (18)                 | 92 (36)              | 0 (0)            | 0.20%     | 北緯38度36分32秒 西経95度7分45秒 / 北緯38.60889度 西経95.12917度  |
| ポモナ                                                                                                  | 57025      | ポモナ             | 1,174 | 22 (56)                | 54 (21)              | 0 (0)            | 0.30%     | 北緯38度36分40秒 西経95度27分24秒 / 北緯38.61111度 西経95.45667度 |
| ポタワトミー                                                                                            | 57225      | レーン             | 669   | 7 (17)                 | 101 (39)             | 0 (0)            | 0.46%     | 北緯38度26分14秒 西経95度6分32秒 / 北緯38.43722度 西経95.10889度  |
| リッチモンド                                                                                            | 59700      | リッチモンド       | 812   | 9 (23)                 | 91 (35)              | 0 (0)            | 0.50%     | 北緯38度24分19秒 西経95度15分22秒 / 北緯38.40528度 西経95.25611度 |
| ウィリアムズバーグ                                                                                      | 79325      | ウィリアムズバーグ | 672   | 5 (12)                 | 145 (56)             | 1 (1)            | 0.95%     | 北緯38度27分33秒 西経95度27分43秒 / 北緯38.45917度 西経95.46194度 |
| Sources: “Census 2000 U.S. Gazetteer Files”. U.S. Census Bureau, Geography Division. 2012年4月1日閲覧。 |            |                    |       |                        |                      |                  |           |                                                                   |

## 教育

### 統一教育学区
- ウェストフランクリン USD 287 (Web site)
- セントラルハイツ USD 288 (Web site)
- ウェルズビル USD 289 (Web site)
- オタワ USD 290 (Web site)

### カレッジと大学
- オタワ大学、オタワ市
- ネオショ郡コミュニティカレッジ分校、オタワ市